# Steve Weatherford
Steven Thomas Weatherford, detto Steve (Crown Point, 17 dicembre 1982), è un giocatore di football americano, di nazionalità statunitense, che gioca nel ruolo di punter per i New York Giants della National Football League (NFL).Dopo non essere stato selezionato nel Draft NFL 2006 firmò coi New Orleans Saints. Al college ha giocato a football all'Università dell'Illinois.

## Carriera professionistica

### New Orleans Saints
Weatherford firmò come free agent non scelto nel Draft 2006 il 20 aprile 2006 con New Orleans. Fu svincolato il 2 settembre 2006 solo per rifirmare tre giorni dopo.
Steve Weatherford disputò tutte le 16 gare della stagione regolare coi New Orleans Saints, calciando 77 punt ad una media di 43,8 yard a tentativo, classificandosi al 15º posto della lega. Il calcio più lungo stagionale fu di 59 yard e 19 dei suoi punt terminarono oltre la zona delle 20 yard avversarie. Weatherford inoltre mise a segno due tackle e corse 15 yard conquistando un primo down.
Il 20 ottobre 2008, il giocatore fu svincolato dai Saints.

### Kansas City Chiefs
Weatherford tornò in azione coi Kansas City Chiefs il 22 ottobre 2008, in sostituzione dell'infortunato Dustin Colquitt. I Chiefs lo tagliarono il 4 novembre.

### Jacksonville Jaguars
Weatherford firmò coi Jacksonville Jaguars il 25 novembre dopo che Adam Podlesh era stato inserito in lista infortunati. Egli lottò con Podlesh per un posto nel roster dei Jaguars nella stagione 2009 ma il tagliato il 5 settembre 2009.

### New York Jets
Weatherford giunse a un accordo contrattuale coi New York Jets il 7 settembre 2009 e divenne il punter della squadra per la stagione 2009. Steve dovette però rinunciare alla prima gara di playoff dei Jets a causa di problemi a causa del battito cardiaco irregolare. Dopo la gara, Weatherford spiegò di essersi sottoposto ad un intervento chirurgico durante l'epoca del college per correggere un difetto cardiaco congenito che faceva affaticare il proprio cuore ma che durante la sua carriera professionista il problema non si era più ripresentato sino a quel momento. Weatherford disse di essersi sottoposto a un controllo medico per capire se sarebbe stato in grado di giocare la partita successiva e che si sarebbe sottoposto ad un altro intervento chirurgico a fine stagione per eliminare definitivamente il problema. Nel marzo 2010, Weatherford si sottopose con successo a tale intervento al Morristown Memorial Hospital a Morristown, New Jersey.
Durante la stagione 2010, Weatherford pareggiò il record stagionale per il maggior numero di punt calciati nelle 20 yard avversarie con 42.

### New York Giants
Weatherford si trasferì ai New York Giants il 29 luglio 2011. Nella stagione regolare 2011, Weatherford fece registrare una media di 45,7 yard per punti, con un numero di yard nette guadagnate di 39,8 (entrambi record in carriera). I Giants conclusero la stagione con un record di 9-7, qualificandosi per un soffio ai playoff grazie alla vittoria decisiva sui Cowboys. Nella off-season, essi eliminarono nell'ordine gli Atlanta Falcons, i favoritissimi e campioni in carica Green Bay Packers e nella finale della NFC i San Francisco 49ers. Il 5 febbraio 2012, Weatherford nel Super Bowl XLVI, vinto contro i New England Patriots 21-17, si laureò per la prima volta campione NFL tenendo una media di 40,8 yard calciate per punt nel corso della partita.
Dopo la stagione 2011, i Giants applicarono la franchise tag su Weatherford mentre stavano negoziando col giocatore un contratto a lungo termine. Il 16 marzo, Weatherford firmò un contratto quinquennale coi Giants.

## Palmarès
- Super Bowl : 1

New York Giants: Super Bowl XLVI
- National Football Conference Championship: 1

New York Giants: 2011
- Record (condiviso) per il maggior numero di punt nelle 20 yard in stagione (42 nel 2010)

## Statistiche
| Partite totali                | 94  |
| Partite totali da titolare    | 0   |
| Punt fatti                    | 441 |
| Punt nelle 20 yard avversarie | 139 |